# Taken B Side
Albums de Scorpions
The Platinum Collection
(2006)
L'album Taken B Side est une compilation du groupe allemand de hard rock Scorpions sortie en 2009.

## CD1 (1:15:19)
| No  | Titre                     | Paroles | Musique | Album                                                                | Durée |
| --- | ------------------------- | ------- | ------- | -------------------------------------------------------------------- | ----- |
| 01. | Cold                      |         |         | Japanese Bonus From Humanity, 2007                                   | 3:54  |
| 02. | I Can't Explain           |         |         | CD-Single I Can’T Explain, 1989                                      | 3:25  |
| 03. | Dreamer                   |         |         | Japanese Bonus From Unbreakable, 2004                                | 4:50  |
| 04. | Too Far                   |         |         | Japanese Bonus From Unbreakable, 2004                                | 3:08  |
| 05. | Edge Of Time              |         |         | Live-Album Compilation Love Bites, 1995, North American Edition Only | 4:18  |
| 06. | Heroes Don't Cry          |         |         | Live-Album Compilation Love Bites, 1995                              | 4:33  |
| 07. | You And I                 |         |         | "butcher" Radio-Remix, Japanese Bonus From Eye To Eye, 1999          | 4:02  |
| 08. | She's Knocking At My Door |         |         | CD-Single You And I,1996                                             | 3:21  |
| 09. | Alex Julie's Love Theme   |         |         | CD-Single Hit Between The Eyes, 1992                                 | 2:11  |
| 10. | Daddy's Girl              |         |         | Japanese Bonus From Face The Heat, 1993                              | 4:21  |
| 11. | Ave Maria No Morro        |         |         | CD-Single White Dove, 1994                                           | 3:24  |
| 12. | Partners In Crime         |         |         | CD-Single Under The Same Sun,1993                                    | 4:26  |
| 13. | You And I                 |         |         | Special Single Mix From CD-Single You And I, 1996                    | 4:23  |
| 14. | Kami O Shin Jiru          |         |         | Japanese Bonus From Face The Heat, 1993                              | 3:51  |
| 15. | Rhythm Of Love            |         |         | Japanese Bonus From Acoustica, 2001                                  | 5:28  |
| 16. | Humanity                  |         |         | Radio Edit Incl.Orchestra, Promo CD Humanity, 2007                   | 4:07  |
| 17. | White Dove                |         |         | CD-Single White Dove, 1994                                           | 4:23  |
| 18. | Wind Of Change            |         |         | Russian Version, Japanese Mini-Album Wind Of Change, 1991            | 3:44  |
| 19. | You Are The Champion      |         |         | CD-Single You Are The Champion, 2004                                 | 3:30  |

## CD2 (1:20:35)
| No  | Titre                       | Paroles | Musique | Album                                                             | Durée |
| --- | --------------------------- | ------- | ------- | ----------------------------------------------------------------- | ----- |
| 01. | Cause I Love You            |         |         | Album Compilation Bad For Good - The Very Best Of Scorpions, 2002 | 3:47  |
| 02. | Rubber Fucker               |         |         | CD-Single Alien Nation, 1993                                      | 3:40  |
| 03. | Kiss Of Borrowed Time       |         |         | CD-Single When You Came Into My Life, 1997                        | 3:38  |
| 04. | Bad For Good                |         |         | Album Compilation Bad For Good - The Very Best Of Scorpions, 2002 | 4:04  |
| 05. | When Love Kills Love        |         |         | Studio Version                                                    | 3:45  |
| 06. | Hey You                     |         |         | Vinyl Single Hey You, 1980                                        | 3:51  |
| 07. | Over The Top                |         |         | Album Compilation Deadly Sting: The Mercury Years, 1997           | 4:27  |
| 08. | Wind Of Change              |         |         | Spanish Version, CD-Single, 1991                                  | 5:12  |
| 09. | Life Goes Round             |         |         | Album Compilation Deadly Sting: The Mercury Years, 1997           | 3:44  |
| 10. | His Latest Flame            |         |         | Hidden Track On The Us Edition Of Face The Heat, 1993             | 2:22  |
| 11. | Miracle                     |         |         | CD-Single Miracle, 2004                                           | 4:24  |
| 12. | Mind Power                  |         |         | CD-Single To Be No.1, 1999                                        | 4:30  |
| 13. | Love Is Blind               |         |         | CD-Single Still Loving You, 1999                                  | 3:57  |
| 14. | Start Me Up                 |         |         | CD-Single Ten Light Years Away, 1999                              | 4:07  |
| 15. | When You Came Into My Life  |         |         | New Version                                                       | 4:30  |
| 16. | Back To U                   |         |         | DVD Acoustica, 2001                                               | 4:26  |
| 17. | Fuchs Geh Voran             |         |         | German Song, Recorded With Uli John Roth In 1975-76               | 3:19  |
| 18. | We Don't Own The World      |         |         |                                                                   | 8:00  |
| 19. | Bis Wohin Reicht Mein Leben |         |         | Appeared On Rilke Project, 2002                                   | 4:52  |

Source des titres et durées.